# 3,7-cm-Schnelladekanone C/30
Die 3,7-cm-Schnelladekanone C/30 (3,7-cm-S.K. C/30) war ein von der Reichsmarine und der Kriegsmarine auf vielen Schiffstypen eingesetztes Schiffsgeschütz.

## Beschreibung
Das Geschütz wurde unter anderem auf Admiral Hipper, Bismarck, Deutschland, Prinz Eugen und Scharnhorst eingesetzt. Besonderheit der Schiffslafetten war die mit einem Kreiselinstrument unterstützte (Vor-)Stabilisierung der Waffe, die Schiffsbewegungen bis zu 19,5° ausglich. Die Lafette war dreiachsig stabilisiert, um die Schiffsbewegungen durch Rollen und Stampfen zu kompensieren. Dadurch wurden erforderliche Korrekturbewegungen verringert und der Richtvorgang vereinfacht. Durch die vergleichsweise hohe Anfangsgeschwindigkeit der Projektile war der erforderliche Vorhaltewinkel rund 30 % geringer als bei anderen Geschützen aus der Entstehungszeit. Bedingt durch den manuellen Ladevorgang war die Feuergeschwindigkeit relativ gering, was letztlich die Ablösung dieses Geschützes auslöste.

## Technische Daten
(Quellen:)

### Rohr
- Kaliber:                      3,7 cm
- Gewicht:                      243 kg
- Mündungsgeschwindigkeit:      1.000 m/s (Sprenggranate)
- Lebensdauer Rohr:             3.000 Schuss
- Gesamtlänge:                  3.074 mm / 83 Kal.
- Drallart:                     kubische Parabel (kP) 1 in 55- 1 in 35
- Zahl der Züge:                16
- Treibladung (Gefechtsmunition): etwa 0,97 kg R.P.C/38
- mittlerer Gasdruck:           2.950 kg/cm²
- höchstzulässiger Gasdruck:    3.600 kg/cm²
- Flugweite für 20 s Flug: 6.300 m
- Flugweite für 30 s Flug: 7.400 m

### Lafette 3,7cm Dopp.L. C/30
- Gewicht:                 3.670 kg
- Rohrzahl:                2
- Mündungsgeschwindigkeit: 1000 m/s
- größte Senkung:          −9°
- größte Erhöhung:         85°
- Feuerhöhe:               1.370 mm
- größte Schussweite:      8.500 m
- effektive Reichweite: bis 2.400 m
- größte Flughöhe:         6.800 m
- Ladezyklus:              <1 s
- Feuergeschwindigkeit:    40–55 Schuss je Rohr und Min.(prakt.)
- Anzahl der Richtachsen:  3
- Schwenkgeschwindigkeit:    4° bei einer Handradumdrehung
- Höhenrichtgeschwindigkeit: 3° bei einer Handradumdrehung
- Kantgeschwindigkeit (dritte Achse): 4° bei einer Handradumdrehung
- Gesamte Rückstoßkraft:   1.070 kg
- Aufstellung:              Schlachtschiffe, Panzerschiffe, Kreuzer, Flugzeugträger, Zerstörer, Kanonenboote u. a.

Neben der Doppellafette gab es die Einzellafette Einh.L. C/34.

### Munition
Die Waffe verschießt patronierte Munition:
- 3,7 cm Spgr L’spur Zerl.
- 3,7 cm Spgr L/4,1 Lh 37
- Sprenggranatpatrone Leuchtspur – 3,7 cm L’Spur Spgr.Patr. C/30 L/4,1 zu 2,1 kg; davon Geschoss 0,745 kg